# Jodie Turner-Smith
Jodie Turner-Smith, née le 7 septembre 1986 à Peterborough, est une actrice britannique.
Elle a notamment joué le rôle de Queen dans le film Queen and Slim de Melina Matsoukas.

## Biographie

### Jeunesse et famille
Jodie Turner-Smith nait à Peterborough, en Angleterre, dans une famille jamaïcaine. Elle est la seule de sa famille à ne pas être née en Jamaïque. À la suite du divorce de ses parents, elle part avec sa mère et ses frères aux États-Unis. Elle emménage dans le Maryland et fréquente la Gaithersburg High School à Gaithersburg, Maryland. En 2008, elle est diplômée de l'Université de Pittsburgh. En 2009, elle déménage à Los Angeles.
En juillet 2023, elle est annoncée au casting de Tron 3 : Ares de Joachim Rønning.

## Vie privée
D'octobre 2018 à octobre 2023, elle partage la vie de l'acteur canadien, Joshua Jackson. Ils se marient en secret le 19 décembre 2019. Le 21 décembre 2019, ils annoncent attendre leur premier enfant. En avril 2020, Turner-Smith donne naissance à une fille, prénommée Juno Rose Diana. En Octobre 2023, elle demande le divorce.

## Polémique
Jodie Turner-Smith se retrouve prise au centre d'une polémique pour avoir été choisie comme actrice afin d'incarner la reine Anne Boleyn, seconde épouse d’Henry VIII et mère de la reine Elizabeth Ire, dans une mini-série de la chaîne de télévision britannique Channel 5.

## Filmographie

### Cinéma
- 2016 : The Neon Demon de  Nicolas Winding Refn : Jodie
- 2017 : Lemon de Janicza Bravo : Beverly
- 2017 : Newness de Drake Doremus : la femme statuesque
- 2019 : Queen and Slim de Melina Matsoukas : Queen
- 2021 : Sans aucun remords (Without Remorse) de Stefano Sollima : Karen Greer
- 2021 : After Yang de Kogonada : Kyra
- 2022 : White Noise de Noah Baumbach : Winnie Richards
- 2023 : Murder Mystery 2 de Jeremy Garelick : Comtesse Sekou
- 2025 : Tron: Ares de Joachim Rønning

### Télévision

#### Séries télévisées
- 2013 : True Blood, quatre épisodes (série télévisée) : la deuxième sirène
- 2015 : Mad Dogs, deux épisodes (série télévisée) : Angel
- 2016 : Ice, un épisode (série télévisée) : la masseuse de Lady Rah
- 2017 : The Last Ship, saisons 4 et 5 (série télévisée) : sergent Azima Kandie
- 2018 : Nightflyers : Melantha Jhirl
- 2019 : Jett de Sebastian Guttierez (mini série télévisée) : Josie
- 2021 : Anne Boleyn (en) (mini série télévisée) : Anne Boleyn
- 2023 : Sex Education (saison 4) : Dieu
- 2024 : The Acolyte : Mère Aniseya
- 2024 : Bad Monkey : Gracie / Reine Dragon
- 2024 : The Agency : Sami Zahir

## Distinctions

### Récompenses
- Newport Beach Film Festival 2020 : Lauréate du Prix d'Honneur du Festival de l'actrice Britannique à voir pour Queen and Slim (2019).

### Nominations
- 2019 : Women Film Critics Circle Awards du meilleur couple à l'écran partagée avec Daniel Kaluuyapour Queen and Slim (2019).
- 2020 : Alliance of Women Film Journalists Awards de la meilleure révélation pour Queen and Slim.
- Black Reel Awards 2020 : 
  - Meilleure actrice pour Queen and Slim.
  - Meilleure révélation pour Queen and Slim.
- NAACP Image Awards 2020 : 
  - Meilleure actrice pour Queen and Slim.
  - Meilleure révélation pour Queen and Slim.
- CinEuphoria Awards (es) 2021 : 
  - Meilleure actrice pour Queen and Slim.
  - meilleur duo partagée avec Daniel Kaluuya pour Queen and Slim.